# Джованні Кроче
Дж̀ованні Кр̀оче (італ. Giovanni Croce) або Далла Кроче (італ. Dalla Croce) (також Іоанне а Круче Клодіенсіс (Ioanne a Cruce Clodiensis), Дзуанне Кйоццотто (Zuanne Chiozotto)) (1557, Кіоджа — 15 травня 1609, Венеція) — італійський композитор пізнього Відродження та раннього бароко, представник венеційської школи. Був зокрема відомий як мадригаліст, мав великий вплив на розвиток канцонети.

## Біографія
Джованні Кроче народився у Кіоджі, рибальскому місті на березі Адріатичного моря за 25 км на південь від Венеції, від якого походять його імена Джованні а Круче Клодіенсіс (Giovanni a Cruce Clodiensis) та Кйоццотто (Chiozzotto). Був учнем свого земляка Джозеффо Царліно, який у 1565 році, коли йому було вісім років, увів його як півче контральто до капели Собору Сан Марко. Очевидно Царліно знайшов його у хорі кафедрального собору Кіоджи й забрав до Сан Марко.
Висвячений на священика раніше 1585 року, Кроче завжди належав до церкви Санта Марія Формоза, але паралельно був кантором Сан Марко.
З 1593 року йому була довірена музична підготовка дітей у семінарії з додатковою платою у 10 дукатів. У 1595 році після смерті Царліно був призначений віцекапельмейстером Сан Марко. 
Належав до прогресивної течії венеційської композиторської школи, яку очолював Бальдассаре Донато (на чолі консервативної стояв Царліно).
Коли помер Донато, тогочасний капельмейстер собору, прокуратор Федеріко Контаріні висловив бажання шукати нового маестро поза Венецією, але дож Маріно Ґрімані наполіг на оголошенні звичного конкурсу, який Кроче виграв і 13 липня 1603 року обійняв цю, таку важливу для історії музики, посаду. Відомо, що по двох роках після того Кроче написав реквієм на смерть цього дожа, але інших відомостей про твір не збереглося.
У 1607 році йому було призначено помічника Бартоломео Морезіні, оскільки він був хворий, страждав на подагру. Два роки по тому, 15 травня 1609 року помер. Місце смерті — Венеція.
Під час його керівництва музичний рівень славетної капели знизився, а при його наступникові Джуліо Чезаре Мартіненґо вона пережила часів найбільшого свого занепаду. Відновити її високу якість зміг лише Клаудіо Монтеверді, що заступив Мартіненґо на посаді капельмейстера у 1613 році.

## Музика та впливи

### Сакральна музика
Кроче писав менше поліхоральної музики, ніж Андреа та Джованні Ґабріелі, і хоча й залишив велику кількість творів для чотирьох хорів, написаних для Фердинанда Австрійського (майбутнього імператора Фердінанда II) та декілька потрійних хорів на псалми (лише один зберігся), його творчість на сьогодні не є відомою. Проте у свій час він був знаменитим і мав великий вплив на музику як в Італії, так і за її кордоном. 
Як автор сакральної музики він був здебільшого консервативним, писав cori spezzati (розділені хори) у манері Адріана Вілларта та пародійні меси, більш схожі на музику композиторів римської школи. Однак згодом він створив декілька композицій у новаційній формі кончертато, яка була спробою об'єднати нововведення В'ядани з величним венеційським поліхоральним стилем. Це посмертна збірка «Sacre Cantilene Concertate» (1610), для 3, 5 або 6 голосів соло, continuo та 4 голосів інструментального супроводу (Ripieno), що може бути збільшений на власний розсуд (очевидно в різних частинах храму. Сакральна музика Кроче здебільша написана для подвійного хору: три меси, дві книги мотетів і музика для третьої години, утрені та вечірні. Хоча Кроче писав переважно для професійних півчих Сан Марко, більшість його творів технічно прості, через що багато з них залишились популярними серед аматорів. Збірка мотетів на 4 голоси 1597 явно призначена для малоамбітних церковних хорів.
Він був серед перших, хто публікував партитури з continuo; чимало його збірок для подвійних хорів видавалося або з «Basso per sonare nell'organo» (Басом, щоб грати на органі) або з «Partidura» (або Spartidura) (Партитурою), в яких вказувалось басо-контінуо для обох хорів.
Стилістичне Кроче був радше під впливом Андреа Ґабріелі, ніж його племінника Джованні, хоча вони й були ближчими один одному за віком (Ґабріелі приблизно на 2 роки старший); Кроче віддавав перевагу емоційній незворушності, ясності Палестріни та в цілому більш легкому характеру музики Андреа.

### Світська музика
Особливо важливу роль відіграв Кроче у розвиткові канцонети та мадригальної комедії. Він створив велику кількість легкоспіваних, популярних та часто веселих канцонет. Деякі з його збірок є сатеричними (наприклад, музика до смішних сцен на венеційському карнавалі «Дотепні та смішні маски для карнавалу» (Mascarate piacevoli et ridicolose per il carnevale), 1590), деякі написані на діалекті. 
Кроче був одним з перших композиторів, щопочали послуговуватися терміном Капричо — у заголовку до однієї з канцонет зі збірки «Triaca musicale» (Музична панацея) 1595. Обидві збірки (з Mascarate piacevoli) призначені для співання в костюмах та масках на венеційському карнавалі.
Його канцонети та мадригали мали дуже значний вплив у Нідерландах та Англії, де вони були перевидані у другій книзі «Musica transalpina» (1597), однієї зі збірок, які ініціювали там манію компонування мадригалів. Музика Кроче була популярною в Англії, а Томас Морлі особливо виділяв його як головного композитора (master composer); понад те, Кроче мабуть мав найбільший вплив на Морлі. Джон Доуленд також був під значним впливом Кроче, навіть відвідав його в Італії.

## Твори
- Sonate a 5 (Венеція, 1580)
- Перша книга мадригалів на п'ять голосів (Il primo libro dei madrigali a cinque voci) (Венеція, 1585)
- Друга книга мадригалів на п'ять голосів, з одним на чотири та відлунням (Il secondo libro dei madrigali a cinque voci, con uno a quattro e l'eco) (Венеція, 1588)
- Мотети на вісім голосів (Mottetti a otto voci) (Венеція, 1589)
- Друга книга мотетів на вісім голосів (Il secondo libro dei mottetti a otto voci) (Венеція, 1590)

Ці дві книги були перевидані під назвою:
- Псалми на три голоси, що співаються у терцію (Salmi a tre voci che si cantano a terza), Te Deum, Benedictus, Miserere (Венеція, 1596)
- Музична панацея, у якій є різні капричо на 4, 5, 6, та 7 голосів, наново скомпоновані та випущені у світ Triacca musicale nella quale vi sono diversi capricci a 4, 5, 6 e 7 voci, nuovamente composta e data in luce (Венеція, 1597). Ця цікава збірка містить в собі дуже оригінальні композиції на слова венеційською мовою:
  - відлуння на шість голосів, дуже дотепно написане
  - маска на чотири
  - пісня солов'я та зозулі
  - пісенька малят
  - пісня селян, на 6 голосів
  - Гра гуски ((il gioco dell'oca) на 6 голосів
  - пісня раба, на сім голосів
- Канцонети на чотири голоси, книга I (Canzonette a 4 voci, libro I)
- Vespertinae omnium solemnitatum psalmodie 8 vocum
- Sacrae cantiones quinque vocum
- Меса на чотири голоси, книга I (Messa a cinque voci, libro I)
- Septem psalmi paenitentiales sex vocum
- Магніфікат для всіх тонів на шість голосів (Magnificat per tutti li tuoni a 6 voci)
- Lamentazioni ed improperii per la settimana santa con le lezioni della natività di Nostro Signore a 4 voci
- Мотети на 4 голоси (Mottetti a 4 voci)
- Нові ламентації на святу седмицю на шість голосів (Nove lamentazioni per la settimana santa a sei voci)
- Мадригали на шість голосів (Madrigali a sei voci)
- Cantiones sacrae octo vocum cum basso continuo ad organum

Боденшуц помістив мотети на вісім голосів до своєї florilegii porlensis. Мадригали Кроче також знаходяться у збірці «Гірлянда мадригалів найчудовіших авторів наших часів» (Ghirlanda di madrigali a sei voci di diversi eccellentissimi autori de' nostri tempi), в Антверпені, у Палезіо1601 in-4°

## Зовнішні посилання
- Джованні Кроче - 'O sacrum convivium'. Cappella Marciana - YouTube (спів та ноти) [Архівовано 26 вересня 2016 у Wayback Machine.]
- Співайте Господові (Cantate Domino) - YouTube
- Джованні Кроче: ноти на сайті ChoralWiki (англ.)
- Ноти в архіві Werner Icking Music Archive
- Вільні ноти авторства Джованні Кроче на сайті International Music Score Library Project (IMSLP)
- http://www.ifagiolini.com/croce.htm [Архівовано 19 листопада 2008 у Wayback Machine.]